# פ

筆記体

פ（ペー、ヘブライ語: פ״א, פֵּא pe）はヘブライ文字の17番目の文字。ヘブライ数字の数価は80。
/p/と/f/の2つの発音があり、後者の場合、文字名称はフェーとも呼ばれる。

## 音声
無声両唇破裂音/p/、もしくは無声唇歯摩擦音/f/をあらわす。破裂音であることを表すためにダゲシュ記号を加えて「פּ」と表されることがある。本来、母音に後続する位置で、重子音でない場合に摩擦音で発音された。

## 起源
通常、口（ヘブライ語: פה pe）を描いた文字に由来すると考えられている。しかしウィリアム・オルブライトは隅を描いた文字かとする。

## 語末形
単語の終わりでは「ף」と書かれる。これをペーソフィート（פ״א סופית）と呼ぶ。ダゲシュ記号が付くことはなく、発音は/f/である。/p/音で終わる外来語を表記する際には語末であっても通常のダゲッシュ付きペー（פּ）が用いられる。

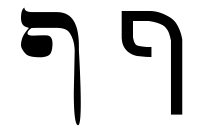
ペーソフィート
語末形の筆記体